# مثبط المدخل

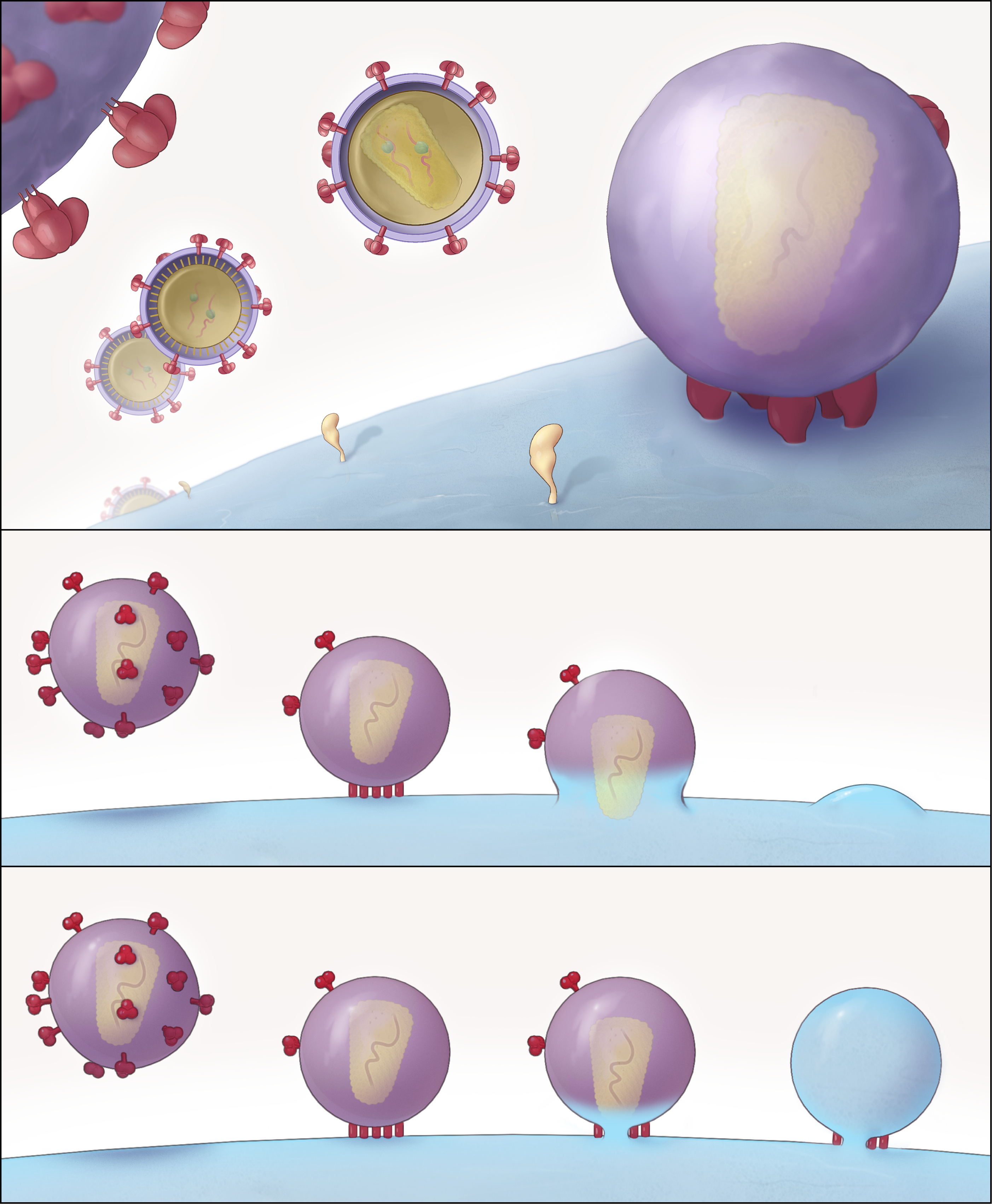
فيروس العوز المناعي البشري يرتبط بخلية بشرية تحتوي على كتلة التمايز 4. الصورتان في الأسفل توضح النماذج المحتملة لطريقة دخول الفيروس للخلية.

مثبطات المدخل (بالإنجليزية: Entry inhibitors)‏ هي مجموعة من مضادات الفيروسات القهقرية التي تستخدم ضمن علاج متوالف لعلاج عدوى فيروس العوز المناعي البشري. هذه الأدوية تمنع التحام ودخول الفيروس إلى خلية الإنسان. اكتشاف هذه الأدوية كان لها دور في تطور علاج الإيدز.

## دخول الفيروس
هنالك عدة بروتينات لها دور في دخول الفيروس إلى الخلية:
- كتلة التمايز 4، وهو مستقبل يوجد على سطح الخلية التائية المساعدة
- بروتين سكري 120، وهو بروتين يوجد على سطح الفيروس يرتبط بCD4
- CCR5، وهو مستقبل آخر يوجد على سطح الخلايا التي تحتوي على CD4 وكذلك البلاعم، وهي تدعى مرافقات مستقبل كيموكين
- CXCR4, وهو مرافق مستقبل آخر يوجد على سطح الخلايا التي تحتوي على CD4
- البروتين السكري gp41، وهو أحد بروتينات فيروس العوز المناعي البشري، ويرتبط بروتين يدعى بروتين سكري 120 والذي يوجد على لغشاء الخلوي.

## الأدوية المرخصة
- مارافيروك
- إنفوفيرتايد

## أدوية أخرى تحت البحث والدراسة
من الأدوية الأخرى المحتملة قد الدراسة حاليا أو أجريت عليها الدراسات ولم تثبت فعاليتها.
- إيباليزوماب
- برو 140
- فوستمسافير (BMS-663068)
- بلريكسافور، فعاليته قليلة
- غالات الإبيغالوكاتيتشين، توجد في الشاي الأخضر, أظهرت تفاعلا مع بروتين سكري 120 حالها حال ثيافلافينات أخرى.[3]
- فيكريفيروك، أوقفت دراساته
- أبلافيروك
- غريفثسين[4]
- DCM205[5]
- DARPin[6]
- VIR-576